# Juan Carvajal (kardinal)
Juan Carvajal, född omkring 1400 i Trujillo, Estremadura, Spanien, död den 6 december 1469 i Rom, var en spansk kardinal, kanonist och kyrkopolitiker.
Omkring 1440 blev han auditör vid den påvliga romerska rotan och stadsförvaltare i Rom. Han kreerades till kardinal den 16 december 1446 av påven Eugenius IV.
Mellan 1441 och 1448 tillbringade han mycket tid i Tyskland. 1448 företrädde han påven Nikolaus V i förhandlingarna om Wienkonkordatet med Fredrik III.
1455 sändes han av Calixtus III till Ungern för att uppmuntra ett korståg mot turkarna. I ett brev av den 12 mars 1455 berättar Enea Silvio Piccolomini om Johannes Gutenberg.